# قرار مجلس الأمن التابع للأمم المتحدة رقم 1159
قرار مجلس الأمن التابع للأمم المتحدة رقم 1159، المتخذ بالإجماع في 27 آذار / مارس 1998، بعد إعادة تأكيد القرارات 1125 (1997)، 1136 (1997)،1152 (1998) و1155 (1998) بشأن الحالة في جمهورية أفريقيا الوسطى ، أنشأ المجلس بعثة الأمم المتحدة في جمهورية أفريقيا الوسطى.
أشاد مجلس الأمن ببعثة المراقبة التابعة لبعثة للبلدان الأفريقية لإسهاماتها في تحقيق الاستقرار في جمهورية أفريقيا الوسطى، بما في ذلك تسليم الأسلحة. وشدد أيضاً على حاجة جميع الأطراف في اتفاقات بانغي إلى تنفيذها بالكامل والتحضير للانتخابات المقرر إجراؤها في آب / أغسطس أو أيلول / سبتمبر 1998.
ورحب المجلس بالتقدم الذي أحرزته سلطات جمهورية أفريقيا الوسطى نحو المصالحة الوطنية، ودعا إلى مواصلة تنفيذ الاتفاقات. تم تفويض البلدان المشاركة في بعثة البلدان الأفريقية بموجب الفصل السابع من ميثاق الأمم المتحدة لمواصلة ضمان أمن وحرية تنقل أفرادها. بالإضافة إلى ذلك، طُلب من جميع البلدان والمنظمات الدولية والمؤسسات المالية المساعدة في تنمية جمهورية أفريقيا الوسطى بعد الصراع.
ثم أُنشئت بعثة الأمم المتحدة في جمهورية أفريقيا الوسطى بولاية تبدأ من 15 نيسان / أبريل 1998 وبعنصر عسكري يصل قوامه إلى 1350 فرداً. بولاية:
(أ) ضمان الأمن والاستقرار في العاصمة بانغي وحولها؛
(ب) مساعدة قوات الأمن الوطني في إنفاذ القانون؛
(ج) رصد نزع السلاح؛
(د) ضمان سلامة وحرية تنقل موظفي الأمم المتحدة؛
(هـ) المساعدة في تدريب وإعادة هيكلة الشرطة الوطنية؛
(و) تقديم المشورة والمساعدة الفنية خلال العملية الانتخابية.
كان من المقرر أن تستمر الولاية الأولية لبعثة الأمم المتحدة في جمهورية أفريقيا الوسطى لمدة ثلاثة أشهر حتى 15 تموز / يوليو 1998، وكان يرأسها ممثل خاص للأمين العام. وصدرت تعليمات إلى الأمين العام، كوفي عنان، الذي أنشأ صندوقاً استئمانياً لتمويل العملية، بإبقاء المجلس على اطلاع وتقديم تقرير بحلول 20 حزيران / يونيو 1998 عن ولاية البعثة وتنفيذ القرار الحالي. وأخيراً، طُلب من جمهورية أفريقيا الوسطى إبرام اتفاق بشأن وضع القوات مع الأمين العام قبل 25 نيسان / أبريل 1998.

## روابط خارجية
- نص القرار في undocs.org
- موقع مينوركا